# Предсједник Турске
Предсједник Турске Републике (тур. Cumhurbaşkanı) обавља функције шефа државе и шефа владе у Турској.
Он представља и заступа Турску Републику, чува њену цјеловитост, обезбјеђује спровођење Устава и организује координисано функционисање државних органа.

## Избор
Кандидат за предсједника мора имати високо образовање, имати најмање 40 година старости, бити члан Велике турске народне скупштине или турски грађанин способан да буде посланик.
Избори за предсједника почињу 30 дана прије истека мандата актуелног предсједника. Уколико тада Велика народна скупштина не засједа, она се одмах сазива. Да би за предсједника био предложен неко ко није члан Велике турске народне скупштине потребно је да се прикупи писани предлог од најмање 1/5 чланова Велике турске народне скупштине.
Предсједник се бира двотрећинском већином чланова Велике турске народне скупштине тајним гласањем. Уколико се не може обезбиједити двотрећинска већина у два наврата, онда се прелази на гласање простом већином. Уколико тада ниједан кандидат не добије већину, прелази се у нови круг у који улазе два кандидата са највећим бројем гласова. Уколико ни тада предсједник не може бити изабран морају се одржати нови избори за Велику турску народну скупштину.
Изабрани предсједник Турске Републике подноси оставку у својој партији и престаје му важити мандат у Великој турској народној скупштини. Бира се на вријеме од пет година (прије 2007 — седам година) и може бити поновно изабран само једном.

## Надлежности

### Законодавна власт
Предсједник Турске Републике:
- отвара адресом засједања Велике турске народне скупштине;
- сазива Велику турску народну скупштину када сматра да је то потребно;
- проглашава законе;
- враћа законе у Велику турску народну скупштину на поновно разматрање;
- расписује референдум о изјашњавању о уставним амандманима када сматра да је то потребно;
- упућује жалбе Уставном суду уколико сматра да су неки закони или подзаконски акти неуставни и незаконити;
- расписује нове изборе за Велику турску народну скупштину.

### Извршна власт
Предсједник Турске Републике:
- председава Савјету министара Турске Републике;
- именује и отпушта министре;
- акредитује представнике Турске Републике у страним државама и прима представнике страних држава;
- ратификује и проглашава међународне уговоре;
- отјелотворава Врховну команду Турских оружаних снага у име Велике турске народне скупштине;
- одлучује о мобилизацији Турских оружаних снага;
- именује начелника Генералштаба;
- сазива Савјет националне безбједности;
- предсједава Савјетом националне безбједности;
- доноси декрете са снагом закона у ванредним ситуацијама на засједању Савјета министара под његовим предсједавањем;
- потписује декрете;
- именује чланове и предсједавајућег Државног надзорничког савјета;
- даје инструкције Државном надзорничком савјету да врши истраге, испитивања и инспекције;
- именује чланове Високог образовног савјета;
- именује ректоре универзитета.

### Судска власт
Предсједник Турске Републике именује чланове Уставног суда, једну четвртину чланова Државног савјета, главног јавног тужиоца и замјеника главног јавног тужиоца Високог апелационог суда, чланове Војног високог апелационог суда, чланове Врховног војног управног суда и чланове Врховног савјета судија и јавних тужилаца.